# Односи Србије и Демократске Републике Конго
Односи Србије и Демократске Републике Конго су инострани односи Републике Србије и Демократске Републике Конго.

## Билатерални односи
Званични дипломатски односи су успостављени 1961. године.
Демократска Република Конго је гласала против пријема Косова у УНЕСКО 2015.

### Економски односи
- У 2020. извоз Србије је износио $414 000, а увоз $602 000.
- У 2019. извоз наше земље износио је $1 031 000 док је увоз био симболичан и вредео је само пар хиљада долара.
- У 2018. извоз РС вредео је $709 000, а увоз свега $12 000.[3][4]

У сарадњи са Демократском Републиком Конго су активне српске фирме Институт Михајло Пупин, Влатаком, АБС Минел-Трафо, Феман, Икарбус, Фабрика вагона-Краљево и друге.

### Дипломатски представници

#### У Београду
- Мапаса Лонгао, амбасадор
- Нзаи Макенга, амбасадор
- Шарл Атембена, амбасадор
- Андре Манди, амбасадор

#### У Киншаси
- Мирољуб Јевтић, амбасадор, 2021—
- Радомир Живковић, амбасадор, 2013—2019
- Миха Врхунец, амбасадор, 1990—1991.
- Жарко Милутиновић, амбасадор, 1985—1989.
- Александер Станич, амбасадор, 1980—1985.
- Филип Николовски, амбасадор, 1976—1980.
- Есад Церић, амбасадор, 1972—1976.
- Велимир Мијовић, амбасадор, 1967—1972.